# Амьен-3 (Нор-Эст)

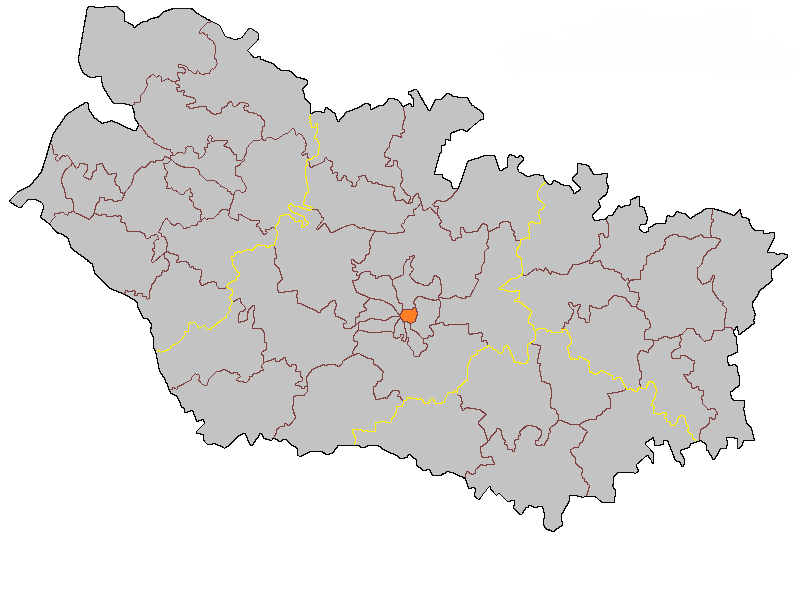
Кантон Амьен-3 (Нор-Эст) на карте департамента Сомма

Амьен-3 (Нор-Эст) (фр. Amiens 3e (Nord-Est)) — упраздненный кантон во Франции, регион Пикардия, департамент Сомма. Входил в состав округа Амьен.
В состав кантона входили коммуны (население по данным Национального института статистики за 2009 г.):
- Амьен (15 243 чел.) (частично)
- Ривери (3 415 чел.)

## Политика
На президентских выборах 2012 г. жители кантона отдали в 1-м туре Франсуа Олланду 33,0 % голосов против 22,8 % у Николя Саркози и 17,6 % у Марин Ле Пен, во 2-м туре в кантоне победил Олланд, получивший 59,1 % голосов (2007 г. 1 тур: Сеголен Руаяль — 29,4 %, Саркози — 27,6 %; 2 тур: Руаяль — 54,4 %). На выборах в Национальное собрание в 2012 г. по 2-му избирательному округу департамента Сомма они поддержали кандидата Партии зеленых Барбару Помпили, набравшую 35,4 % голосов в 1-м туре и 54,0 % - во 2-м туре. На региональных выборах 2010 года в 1-м туре победил список социалистов, собравший 25,0 % голосов против 24,8 % у списка «правых». Во 2-м туре «левый список» с участием социалистов и «зелёных» во главе с Президентом регионального совета Пикардии Клодом Жеверком получил 54,0 % голосов, «правый» список во главе с мэром Бове Каролин Кайё занял второе место с 31,4 %, а Национальный фронт с 14,6 % финишировал третьим.
|  | Кандидат         | Партия                  | % голосов |
|  | ---------------- | ----------------------- | --------- |
|  | Сара Тюйе        | Социалистическая партия | 55,86     |
|  | Изабель Гриффуэн | Новый центр             | 44,14     |